# 社会主义阵线 (新加坡)
社会主义阵线（马来语：Barisan Sosialis），简称社阵，是从新加坡人民行动党分裂出的左派党员在1961年创立的新加坡左翼政党，由李绍祖和林清祥带领。该党是1960年代至1980年代间新加坡最大的反对党。

## 背景
自人民行动党成立以来，就存在着以李光耀为首的右派和以林清祥为首的左派两大阵营。反殖民主义和新加坡独立的共同点是两个阵营合作的基础。两派各自的群众基础也支持这种合作。早年，左翼阵营主要得到华人群众、农村民众和工会的支持，而李光耀阵营的支持者主要是受英语教育的群体。在工人阶级的支持下，人民行动党在1955年立法议会选举中成为第三大党。1959年新加坡大选中，人民行动党在工会的支持下赢得压倒性胜利，由李光耀组织政府。然而，两个阵营在意识形态和政治主张上存在本质性的不同。左翼成员对李光耀的政策以及他未能履行帮助释放左翼政治犯的承诺表示不满。最终，与马来西亚合并的争议问题引爆了人民行动党内部的分裂。
1961年5月27日，马来亚联合邦首相东姑阿都拉曼於新加坡的東南亞外國記者協會中提議成立一個包括馬來亞、新加坡、沙巴、砂拉越與汶萊的聯邦國家。人民行动党内部对这一提案产生分歧。李光耀阵营支持这一提案，认为这是确保新加坡未来安全和繁荣的手段，左翼阵营则反对合并，因为合并被视为试图“消灭新加坡的左翼势力”。
1961年芳林和安顺补选中，人民行动党内部的裂痕进一步扩大。出于对人民行动党政府拒绝废除内部安全局、拒绝放弃合并计划以及拒绝释放剩余政治犯的不满，左翼成员放弃支持本党的候选人，转而支持人民联合党的王永元（芳林）和工人党的大卫·马绍尔（安顺），导致人民行动党在两次补选中失败。
安顺补选后，左翼阵营计划将李光耀赶出党，但他们担心他们的行动会导致英国人搁置新加坡独立计划。结果，左翼成员在伊甸园与英国高级专员塞尔柯克勋爵举行了会面，被称为“伊甸园茶会”。在这次会议上，左派得到了塞尔柯克的保证，即英国致力于新加坡独立，并且不会在李光耀政府被推翻后进行军事干预以维持对新加坡的控制。

## 成立
1961年7月20日，李光耀召集立法议会紧急会议，就政府的不信任动议进行投票。在这次不信任动议中，林清祥等13名人民行动党立法議員脫离党路线，并拒绝投票。这13名議員表态脱离行动党。事态演变到最后导致李光耀清除党内所有左派成员的党籍，包括林清祥、李绍祖、桑德拉斯加兰·兀哈尔和方水双。被开除党籍的左派成员，联合6名左倾工会领袖，组成社会主义阵线，林清祥任秘书长，李绍祖任主席。成立初期，社阵的政治实力可媲美甚至超越行动党。行动党的51个支部中就有35个支部转投社阵，并且23名组织秘书中有19名决定追随社阵。
社会主义阵线的创党口号是通过与马来亚合并“实现真正全面的内部自治”，它与人民行动党有着共同的目标——“建立一个独立、民主、非共产主义、社会主义的马来亚”。社阵的主要目标在以下四项声明中提出：
1. 铲除殖民主义，建立由马来亚联合邦和新加坡组成的统一民族独立国家
2. 建立一个以所有出生于马来亚或效忠马来亚的人的普选权为基础的马来亚民主政府
3. 建立一个能够维持繁荣、稳定和公正社会的经济体系
4. 动员各阶层人民建设马来亚国家

## 发展
左倾的社会主义阵线被行动党譏諷為「共产主义阵线」，人民行動黨認為社陣是一个激进的亲共组织。行动党的分裂让整个行动党震惊。行动党要员吴庆瑞博士在当时似乎相信行动党将因此一蹶不振，在接受英国记者丹尼斯·布拉德沃斯（Dennis Bloodworth）访问时说：
|  | 使我们震惊的并不是输给了共产主义分子，而是他们竟然如此不费吹灰之力，轻而易举地把我们打垮。（原文：“…what shook us was not that we had lost the fight to the Communists but it was done with such contemptuous ease: one flick of the hand, and we were down on the floor”） |

## 马新合并
马来西亚计划招致马新左翼政党的大力反对。1962年1月22至28日，马来亚人民社会主义阵线在吉隆坡召开五邦社会主义政党代表大会，参会政党有：马来亚的马来亚人民党和马来亚劳工党；新加坡的社会主义阵线、新加坡工人党、新加坡人民党和新加坡人民行动党；砂拉越的砂拉越人民联合党与文莱的文莱人民党，列席团体有：马大社会主义俱乐部、南大政治学会及新加坡工艺学院政治学会。由于新加坡人民行动党支持合并计划，为抗议反对计划的大会而中途退席。大会结束后发表联合公报，接受文莱及砂拉越代表有关北婆三邦需先拥有自主权的主张，支持新加坡人民争取完全内部自治的愿望，反对马新合并白皮书。
虽然社阵并不反对与马来亚合并，但该党大力反对人民行动党政府与马来亚联合邦的合并条款。根据人民行动党政府同意的合并条款，新加坡将保留教育和劳工方面的自主权，但牺牲新加坡公民的权利和新联邦议会的席位。社会主义阵线希望新加坡公民自动成为马来亚公民，并在联邦议会中拥有比例代表权。最后，人民行动党政府主张举行全民公投，以测试民众对合并的支持程度。有关合并的全民投票法案纳入了社阵、大卫·马绍尔、王永元和新加坡人民联盟-巫统的提案和修正案。三个选项A、B、C分别由人民行动党、大卫·马绍尔和新加坡人民联盟-巫统提出。不过，社阵呼吁选民在公投中投空白票，称没有任何选项能够正确表达社阵的想法，这三个选项将“出卖新加坡”。人民行动党政府已经预料到了这一举措； 《全民投票条例》中加入了一项条款，规定投空白票的选民无法自行做出决定，必须服从多数票。也就是说，空白票将自动与赢得多数票的选项一起计算。 1962年9月1日举行了关于合并的全民投票，结果是：
- 选项（A）： 397,626票（71%）
- 选项（B）： 9,422票（1.7%）
- 选项（C）： 7,911票（1.4%）
- 空白票 ：144,077票（25%）

选项A得到多数票，社阵失败了。

## 没落

### 冷藏行动
东姑阿都拉曼担心新加坡左翼势力对统一的马来西亚的影响。他要求逮捕新加坡反对派，作为合并的条件。人民行动党对逮捕行动犹豫不决，因为这可能会损害人民行动党在新加坡的声望。然而，1962年12月8日的汶莱叛乱给了人民行动党一个“天赐良机”来证明逮捕的合理性。社阵公开支持汶莱叛乱，为人民行动党提供了借口，称逮捕行动是为了防止可能的共产主义颠覆，并维护新加坡的安全和保障。
1963年2月2日，新加坡内部安全局发起了对左翼分子及其支持者的镇压。在代号为冷藏行动的镇压中，包括支持汶莱叛乱的政治人物、工会成员和学生领袖在内的107人被拘留。这些被拘留者中，有一半是社阵中央领导人。因此，冷藏行动对社阵来说是致命的打击。
由于包括林清祥在内的主要领导人被拘留，“冷藏行动”使社阵几乎陷入瘫痪。然而，剩下的社阵领袖并没有放弃斗争。1963年4月22日，李绍祖和剩余的社阵活动家发起了“市政厅之战”。他们从位于维多利亚街的社阵总部游行至市政厅台阶，抗议政府在二月份的大规模逮捕，并向总理提交请愿书，抗议对被拘留者的“虐待”。抗议活动被镇压，包括李绍祖在内的七名领导人被捕。

### 1963年大选失利
在“冷藏行动”和随后的抗议活动之后，社阵的主要干部被拘留或接受长期审判。这些事件严重削弱了社阵的实力，导致该党无法有效参加1963年的大选，最终在选举中落败。1963年的选举以人民行动党大获全胜告终，人民行动党赢得51个席位中的37个席位，社阵赢得十三席，剩下的席位则由人民联合党的王永元赢下。
选举后，马来西亚政府采取了一系列行动，进一步削弱社阵的实力。1963年9月16日，即马来西亚日，安全局决定对“左翼”极端分子进行两次镇压。在九月和十月的行动中，“大约十五名共产主义阵线领导人”被围捕。一些来自南洋大学的学生活动家很快因涉嫌颠覆活动而被捕。1963年8月下旬，政府向社阵控制的新加坡工会联合会（SATU）旗下七个工会发出通知，要求说明为何不应取消其注册。10月30日，这七个工会最终被从登记册中除名。10月，政府解散了社阵两个最有力的附属协会——新加坡农村居民协会和新加坡乡村人民协会。

### 党内斗争

#### 国民服役
马来西亚成立后不久，由于对印度尼西亚在婆罗洲领土上的对抗和叛乱活动感到震惊，国会通过了立法，要求所有18岁至25岁之间的年轻人登记服兵役。左翼人士认为此举是政府“对抗左翼运动”的举动。然而，在左翼阵营内部，有两种不同的反对策略，一种是由前马来亚共产党党员陈福华所提出，另一种则是由新加坡社会主义阵线主席李绍祖提出。陈福华提出了一项名为“原则注册”或“抗议注册”的两步政策。第一步是不阻止受影响的人进行登记。第二步是告诉受影响的人，如果他们在登记后确实被动员服役，则不要参加点名。另一方面，李绍祖领导的阵营主张抵制该法律，并建议受影响的人根本不应该登记。社阵内部爆发大争吵，陈福华的策略获得多数支持。最后，李绍祖与其他七名创党成员一起退党，将其辞职归因于他与其他领导人的分歧。党因此分裂，后来李绍祖于1965年3月9日被说服重新回党，继续担任主席。

#### 新马分家
社阵曾反对与马来西亚合并，然而，1965年新加坡宣布从马来西亚独立后，社阵领导人拒绝承认新加坡的独立。社阵主席李绍祖攻击新加坡获得的独立，称其不是真正的独立，并公开发布“粉碎马来西亚”、“假独立”和“抵制国会”的口号。左翼阵营内部对新加坡独立的反应再次出现分歧。前马来亚共产党党员、社阵立法议会议员之一林焕文承认新加坡独立，并表示不存在假独立或半独立的情况。被拘留的另一位社阵领导人林清祥也认为新加坡的独立是真正的独立。
社阵认为新加坡没有真正的民族独立，也没有议会民主，因此开始抵制议会和选举。1966年10月，社阵让其在议会中的所有剩余议员辞职，并开始了他们所谓的议会外斗争。《海峡时报》的社论评论说，社阵选择了错误的时机发起议会外的斗争：
“在不存在任何其他领域的情况下放弃宪法舞台，就像完全放弃政治一样”。

### 最后的日子
由于社阵党籍国会议员的离开，不得不为空置的国会議席举行补选。社阵呼吁人民在补选中投废票，不过。行动党在补选中赢得所有議席，开创了行動黨一党獨裁专政的时代；从1968年开始的13年间，国会里所有席位都属于执政党。
到了1967年，社阵已经精疲力尽，其没落的命运也体现在其成员的减少。从1963年到1966年的三年时间里，社阵支部数量从36个减少到33个，有效的只有22个。相比之下，人民行动党在这三年里维持了全部51个支部。
社阵在1972年重返大选。然而，它在这次和随后的选举中未能赢得任何席位。很明显，社阵不再能够作为一个政党有效运作。在1980年大选中，党主席李绍祖为社阵在1966年把所有国会議席拱手让出的行为，向选民道歉。在1988年大选前，李绍祖等全体社阵党员宣布加入新加坡工人黨。社会主义阵线从此走入历史。

### 引用
1. ^ （英文）《老虎与特洛伊木马》，丹尼斯·布拉德沃斯著，1986年于新加坡出版。（Bloodworth, Dennis. (1986). The Tiger and the Trojan Horse, Singapore: Times Books International, 1986.）

1. 1 2  Turnbull, C. M. . Singapore: Oxford University Press. 1977.
2. ↑  Thum, P. . Asia Research Institute, National University of Singapore, Working Paper Series No.211. p.7. 2013.
3. 1 2 3 4 5 6 7  Lee, T. H. . Singapore: South Seas Society. 1996.
4. 1 2 3 4 5 6 7 8 9 10  Mutalib, H. . Eastern Univ Pr. 2003.
5. 1 2 3 4  Quee, T. J. & Jomo, K. S. . Kuala Lumpur: Insan. 2001.
6. ↑  Corfield, J. . Scarecrow Press. 2010.
7. 1 2  Bloodworth, D. . Singapore: Times Books International. 1986.
8. 1 2 3 4 5  Fong, S. C. . Singapore:Times Periodicals. 1980.

### 书籍
- （英文）Mutalib, Hussin. . Singapore: Eastern University Press (Paperback). 2003. ISBN 981-210-211-6.